# Szokol (vonat)

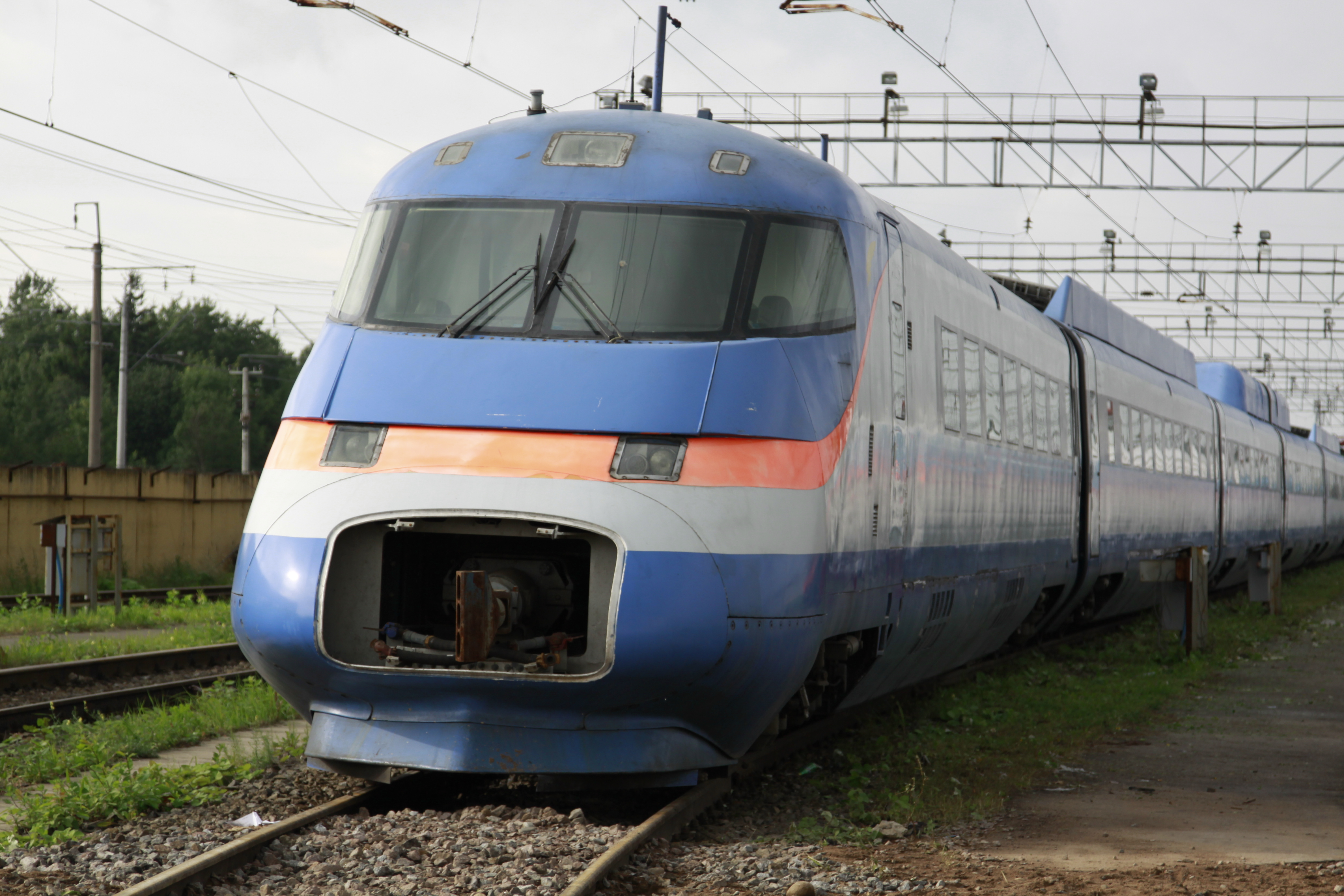
A szerelvény

A VSZM250 Szokol (oroszul: ВСМ250 «Сокол»; jelentése: sólyom) egy nagysebességű vonat Oroszországban. ESZ250 típusjelzéssel is ismert. Az ER200 utódjaként fejlesztették ki, eközben befejezték Moszkva–Szentpétervár között a vasúti pályán a sebesség emelését, az utazósebesség 300 km/h (maximális sebesség 350 km/h) nőtt. 1997 óta csak a prototípus létezik. A VSZM350 a vonat 350 km/h-s maximális sebességre alkalmas változata lesz.
A vonat fejlesztésében és gyártásában hatvan, főleg a hadiipar területén tevékenykedő vállalat és kutatóintézet vett részt. A projekt vezető intézete a hadihajók és tengeralattjárók tervezésével foglalkozó Rubin Központi Tengerészeti Tervezőiroda volt, de részt vett a munkában az Össz-Oroszországi Vasúti Kutatóintézet (VNIIZST). a Szentpétervári Állami Vasúti Egyetem, a Transzmas vállalat, valamint az Almaz hajógyár is.

## Története
Miközben már a Szovjetunió kezdett meggyengülni, elindult egy nagysebességű vonal tervezése, amelyen akár 350 km/h-val is képesek haladni a vonatok Szentpétervár és Moszkva között. Ezzel párhuzamosan pedig új járműveket is elkezdtek tervezni. Létrejött a VSMM (kb. „Nagysebességű Vonalak”) nevű cég, amely a munkálatok koordinálását végezte, meglévő vagy újonnan alakult alvállalkozókkal. A projekthez a pénzt az akkori MPSZ (Vasúti Minisztérium) adta. A 90-es évek elején a pénzből igen kevés állt rendelkezésre, így aztán a munkák is igen lassan haladtak. Elkezdték tervezni a meglévőtől kissé délre az új nyomvonalat és elkezdték tervezni az új járművet.
Feltételezve, hogy elsőre a 350 km/h lehetetlen, két járműtervet készítettek: Szokol-250 és Szokol-350, avagy sorozatjel szerint ESZ250 és ESZ350. Közülük a 250-est dolgozták ki részletesen, és 1999-től elkezdték legyártani a hatrészes prototípust. A szekrényvázakat egy pétervári hajóépítő cég, a Rubin Központi Tengerészeti Tervezőiroda csinálta, a villamos berendezést pedig a Tyihvinben létrejött „Szokol-350” nevű cég. Eredetileg kétfeszültségű lett volna, de a gyorsabb haladás érdekében a 25 kV~-ra való alkalmasságot későbbre tették, mert arra a két nagyváros között amúgy se lett volna szükség a meglévő vonalon.
Az ESZ250-est 2000-től Scserbinkában próbázták, 2001-től pedig már vonalon. A konstrukcióban elég sok újdonság volt: alumíniumötvözetek, elég merész forgóváz-konstrukció, ami azután sok gondot is okozott, mert nem bizonyult elég szilárdnak, és a tyihvini villamosgépgyár aszinkron vontatómotoros hajtáshoz szükséges, összes berendezése. A próbafutások során elkezdtek kijönni a gyerekbetegségek.
Közben az új nyomvonallal eljutottak oda, hogy Novgorodon túlig megvolt a kisajátítás és megvoltak a részletes tervek. Péterváron pedig 1997-ben elkezdték építeni az új fejpályaudvart a Moszkvai mellett. Az MPSZ, amely a projektet finanszírozta, ezek után, 1999-ben elkezdett kivonulni, éppen amikor a pénz legnagyobb részére lett volna szükség. Először az állomás szűnt meg, és az új nyomvonal munkálatait is befagyasztották.
2002-ben az MPSZ a járművet sem finanszírozta és teljesen megvonta a forrásokat. Az érdeklődés ezután már inkább egy külföldről vásárolt típus felé fordult, a Siemens Szapszan motorvonatához, mondván nagy darabszámról itt úgysem lehet szó, vagyis a fejlesztés önmagában nem lehet nyereséges. A hatrészes prototípus jelenleg megtekinthető Tyihvinben a villamosgépgyár telepén. A két tyihvini gyár, akik a jármű „belsejét” hozták létre, ma is működnek, az RZSD egyre nagyobb megrendelőjük.

## Műszaki jellemzők
A vonat hegesztett alumíniumötvözetből készült. Hajtási rendszere 3 kV-os egyenáramú és 25 kV-os 50 Hz-es váltóáramú hálózaton történő üzemeltetésre is alkalmas. A kényelmes utastér környezetbarát légkondicionáló berendezéssel rendelkezik, a WC vákuumos rendszerű. Az elkészült prototípus hat kocsiból áll, ebből kettő hajtott. Tervezték 9 és 12 kocsiból álló változatát is.
- Nyomtáv: 1520 mm
- Utazósebesség: 250–300 km/h
- Maximális sebesség: 350 km/h
- Személykocsik száma: 12
- Hossz: 322,8 m
- Tömege: 700 t
- Ülőhelyek száma: 698–832